# 阿里尔·杜兰特
阿里尔·杜兰特（Ariel Durant，1898年5月10日—1981年10月25日）是一位出生于俄国的美国历史学家，与她的丈夫威尔·杜兰特共同写作了《文明的故事》，并获得普利策奖。

## 生平
阿里尔·杜兰特出生在俄国的犹太人家庭，本姓考夫曼，出生地在今天乌克兰的赫梅利尼茨基 。全家在1900年移民，先在伦敦住了几个月，1901年抵达美国。她有3个姐姐和3个哥哥。
她在纽约读书时遇到未来的丈夫，当时他是这所学校的老师，为了娶她辞了职。1913年10月31日举行婚礼时，她只有15岁。婚礼在纽约市政厅举行。